# Parambassis wolffii
Parambassis wolffii és una espècie de peix pertanyent a la família dels ambàssids.

## Descripció
- Fa 20 cm de llargària màxima (normalment, en fa 9,4).[3][4][5]

## Alimentació
Menja insectes, crustacis i peixets.

## Hàbitat
És un peix d'aigua dolça, demersal i de clima tropical (18 °C-25 °C).

## Distribució geogràfica
Es troba a Cambodja, Indonèsia, Laos, Malàisia, Tailàndia i el Vietnam, incloent-hi les conques dels rius Mekong i Chao Phraya.

## Ús comercial
És present als mercats locals.

## Observacions
És inofensiu per als humans.